# Tradiția himalaiană de meditație yoga
Munții Himalaya au găzduit dintotdeauna practicanți spirituali. În această zonă a lumii greu accesibilă călătorilor obișnuiți, maeștrii spirituali indieni (și nu numai) au transmis învățăturile lor cu caracter universal către discipolii cei mai calificați. Unii maeștri au ajuns să fie mai cunoscuți (Sanatkumara, Vașiștha, Dattatreya, Shankaracharya, Madhusudana Sarasvati, etc.), dar cei mai mulți au preferat să rămână anonimi. 
Tradiția himalayană de meditație datează din timpuri străvechi, cu mult înainte de începerea înregistrării scrise a istoriei. Tehnicile de meditație s-au transmis întotdeauna pe cale orală, de la instructor la student. Acest specific se păstrează și în zilele noastre.
Tradiția himalayană de meditație reprezintă o tradiție autentică, neîntreruptă, din timpuri imemoriale. Această tradiție conține principii universal valabile a căror valoare nu depinde de epocă, obiceiuri, sau naționalitate. Deși menținută de-a lungul timpului de yoghini și yoghine practicând în munții Himalaya din India, Nepal și Tibet, tradiția în sine nu este asociată cu nici una din religiile din regiune (adică hinduism, budism, jainism, sikhism, etc.). Deși profund spirituală, tradiția himalayană de yoga nu este și nu se pretinde a fi o religie. Religia personală a fiecăruia nu are legătură cu apartenența de această tradiție. Adevărul ultim nu are culoare religioasă.
Mai mult, această tradiție nu se bazează pe transmiterea de informație; se bazează pe intuiție. Singurul lucru care se transmite sunt tehnici si metode care, practicate cu seriozitate și constant, dezvoltă intuiția individuală. Restul, adică explicații cu privire la originea universului, Dumnezeu, natură, etc. și le descoperă fiecare în termenii care au sens pentru el sau ea. De aceea, practicanții oricărei religii sunt bineveniți, iar efectele pozitive ale meditației în această tradiție se pot manifesta în dezvoltarea individuală a înțelegerii privind propria religie a fiecăruia / fiecăreia.
În ceea ce privește beneficiile legate de viața modernă, meditația constantă dezvoltă înțelegerea individuală, adică capacitățile intelectuale ale fiecărei persoane. Meditatorii serioși ajung întotdeauna să descopere că nu contează numai cum și unde te-ai născut, dar că și ceea ce faci în viață determină cum te dezvolți ca individ. Facultățile mentale (adică inteligență, simț artistic, abilități manageriale, creativitate, etc.) nu rămân fixe de-a lungul vieții decât dacă nu faci nimic deosebit pentru a le modifica; altfel, ele se pot dezvolta, sau regresa, în funcție de cum îți folosești mintea.
Tradiția Himalayană de Meditație Yoga este o tradiție străveche, datând din timpuri imemoriale. Ea conține toate principiile și tehnicile utilizate în diversele practici meditative din lume. Cel mai adesea, aceste sisteme provin chiar din tradiția himalayană, din care s-au desprins ca ramuri cu multe secole în urmă.
În zilele noastre, această tradiție a fost făcută cunoscută în lumea vestică de Swami Rama. 